# Kalugerovo (distrikt i Bulgarien, Pazardzjik)
Kalugerovo (bulgariska: Калугерово) är ett distrikt i Bulgarien.   Det ligger i kommunen Obsjtina Lesitjovo och regionen Pazardzjik, i den centrala delen av landet, 80 km sydost om huvudstaden Sofia. Antalet invånare är 1 414.
Trakten runt Kalugerovo består till största delen av jordbruksmark. Runt Kalugerovo är det ganska tätbefolkat, med 192 invånare per kvadratkilometer.